# 42 (numero)
Quarantadue (cf. latino quadraginta duo, greco δύο καὶ τεσσαράκοντα) è il numero naturale dopo il 41 e prima del 43.

## Proprietà matematiche
- È un numero pari.
- È un numero composto e ha i seguenti otto divisori: 1, 2, 3, 6, 7, 14, 21 e 42.
- Poiché la somma dei divisori escluso sé stesso è 54 > 42, è un numero abbondante.
- È un numero sfenico.
- È un numero semiperfetto in quanto pari alla somma di alcuni (o tutti) i suoi divisori.
- È un numero colombiano nel sistema numerico decimale.
- È un numero palindromo e un numero a cifra ripetuta nel sistema di numerazione posizionale a base 4 (222), a base 13 (33) e a base 20 (22).
- È un numero ondulante nel sistema numerico binario (101010).
- È un numero di Catalan.
- È un numero di Harshad nel sistema numerico decimale.
- È un numero idoneo.
- È un numero intero privo di quadrati.
- È un numero pratico.
- È un numero scarsamente totiente.
- È un pentadecagonale.
- È il terzo momento della funzione zeta di Riemann.
- È parte delle terne pitagoriche (40, 42, 58), (42, 56, 70), (42, 144, 150), (42, 440, 442).
- È un numero oblungo, ovvero della forma n(n+1).

## Chimica
- È il numero atomico del molibdeno (Mo).

## Astronomia
- 42P/Neujmin è una cometa periodica del sistema solare.
- 42 Isis è un asteroide della fascia principale del sistema solare.
- NGC 42 è una galassia lenticolare della costellazione di Pegaso.
- Ipotizzando di piegare per 42 volte un foglio abbastanza largo, si otterrebbe una pila alta fino alla Luna. Infatti, se si considera uno spessore di 0,09 mm, si raggiungerebbe un'altezza di 0,09 mm × 242 = 395824 km (la distanza media terra-luna è 384400 km).
- Si ipotizza che la massa della Via Lattea sia 1×1042 kg.

## Astronautica
- Cosmos 42 è un satellite artificiale russo.

## Simbologia

### Religione
- È il numero di generazioni intercorrenti tra Abramo e Gesù Cristo nel Vangelo secondo Matteo.
- Nell'Apocalisse biblica l'impero "che assomiglia all'Impero Romano" regna sulla Terra per 42 mesi.
- È il numero dell'imperfezione (6) moltiplicato per il numero di Dio (7).
- È il numero dei comandamenti (o regole) della divinità egiziana Maat.
- Nell'antico testo cinese Tao Te Ching di Lao Tzu il capitolo 42 contiene una spiegazione dell'universo.
- Nell'antico Egitto era il numero dei giudici dell'oltretomba che ponevano domande ai defunti per conoscere le loro mancanze.

### Smorfia
- Nella smorfia il numero 42 è il caffè.

## Convenzioni

### Informatica
- È il numero all'inizio di ogni archivio di immagine TIFF.
- Il carattere ASCII corrispondente al valore decimale 42 è *.
- Nel file system Reiser4 il numero 42 corrisponde all'inode della root.
- La funzione memfrob delle librerie glibc effettua uno XOR tra una struttura dati e il pattern 00101010 (42 in binario).

### Sport
- È la distanza in chilometri di una maratona ufficiale (42 km e 195 m, olimpiadi 1908 e dal 1924).
- È il numero della maglia di Jackie Robinson, che fu il primo giocatore di Baseball afroamericano a esordire nella Major League moderna nel 1947, sfidando le consuetudini razziali di quel periodo (baseball color line) e dando il via al processo di eliminazione della barriera razziale nel baseball. In suo onore il numero 42 fu ritirato dai Dodgers nel 1972 e dall'intera Major League nel 1997.

## Nella cultura di massa

### Letteratura

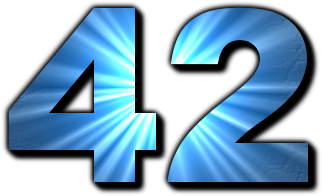
La Risposta Definitiva

- Nella saga di Douglas Adams della Guida galattica per gli autostoppisti, 42 è la risposta alla domanda fondamentale sulla vita, l'universo e tutto quanto.
- 42 è un numero ricorrente nelle opere di Lewis Carroll. Per esempio, in Alice nel Paese delle Meraviglie, è il numero della regola con cui il Re di Cuori cerca di estromettere Alice dal tribunale. Vi sono esattamente 42 immagini nell'edizione originale di Alice nel Paese delle Meraviglie.[1]

### Musica
- È il titolo della quarta traccia dell'album Viva la vida or Death and All His Friends dei Coldplay, uscito nel 2008.
- È nel nome della band Level 42 che fu ispirato dalla lettura del romanzo di fantascienza Guida galattica per gli autostoppisti.

### Televisione
- Nella serie televisiva Lost è uno dei numeri della sequenza dell'equazione di Valenzetti, che gioca un ruolo molto importante nel serial.
- L'episodio finale della serie animata Buzz Lightyear da Comando Stellare è intitolato "42" in riferimento a Douglas Adams.

### Altri ambiti
- Nella tradizione popolare giapponese il 42 è considerato un numero funesto. Le sue due cifre lette separatamente, shi ni, ricordano la frase "verso la morte".